# Blackout (Duitse televisieserie)
Blackout is een Duitse thriller-miniserie en literaire bewerking van de gelijknamige roman van de Oostenrijkse auteur Marc Elsberg. Net als de roman behandelt de serie de ernstige gevolgen van een stroomstoring in heel Europa. Het is een productie van Wiedemann & Berg Television in opdracht van televisiekanaal Sat.1, video-on-demand provider Joyn in Duitsland en op HBO Max in Nederland en België.
De eerste publicatie vond plaats van 14 oktober tot 11 november 2021 via het Duitse video-on-demand abonnement tegen betaling Joyn Plus+. De serie werd opnieuw uitgezonden in dubbele afleveringen op de drie donderdagen van 26 januari tot 9 februari 2023 op de Duitse tv-zender Sat.1. In Nederland werd het op 8 maart 2022 uitgebracht op HBO Max met alle afleveringen onder een Max Original. Op 11 juni 2024 kwam de miniserie ook in België uit, toen HBO Max werd gelanceerd.

## Verhaal
Er was een volledige stroomstoring in heel Europa. De Duitse autoriteiten, vertegenwoordigd door het crisisteam van het Duitse ministerie van Binnenlandse Zaken, onder leiding van plaatsvervangend hoofd van de afdeling crisisbeheersing Frauke Michelsen, willen de energievoorziening herstellen en tegelijkertijd de gevolgen van de ramp indammen. Terwijl de regeringen en autoriteiten van de landen in eerste instantie uitgaan van een kortstondige fout in het systeem, gelooft voormalig hacker en activist Pierre Manzano in een gerichte aanval. Hij herkent een code die hij jaren geleden zelf heeft geprogrammeerd en die nu verantwoordelijk lijkt te zijn voor de storing. Manzano biedt daarom zijn hulp aan de energieleveranciers en de autoriteiten aan. Als gevolg hiervan onderzoeken Europol en de Duitse recherche echter Manzano, die op de vlucht is en probeert zijn onschuld te bewijzen.
De actie van de serie vindt plaats in november 2021 in Zuid-Tirol (Bolzano), in Genua, in Berchtesgaden, in Den Haag, in Malta en vooral op verschillende Duitse locaties zoals Berlijn, Kyritz, Merseburg, Göttingen en Ratingen. In flashbacks worden gebeurtenissen tijdens de G8-top in Genua in 2001 besproken.

## Bezigheid

#### Hoofdrollen
| Rollen                                   | Acteur                   | Rolbeschrijving                                                                                                 | Aflevering(en) |
| ---------------------------------------- | ------------------------ | --- | -------------- |
| Activistengroep uit 2001                 |                          | |                |
| Pierre Manzano                           | Moritz Bleibtreu         | 2021: Computerwetenschapper en pizzabezorger in Bolzano, Zuid-Tirol                                             | 1–6            |
| Pierre Manzano                           | Anselm Bresgott          | 2001: Hacker en activist op de G8-top in Genua                                                                  | 2–6            |
| Helena Voss                              | Jessica Schwarz          | 2021: Vertaler, handlanger van terroristen                                                                      | 4–6            |
| Helena Voss                              | Caroline Hartig          | 2001: Activist op de G8-top in Genua                                                                            | 2–6            |
| Till                                     | Philipp Hochmair         | 2021: Inwoner van een autonome gemeenschap in Berlijn, partner van Katrin                                       | 5              |
| Till                                     | Justus Czaja             | 2001: Activist op de G8-top in Genua                                                                            | 2–6            |
| Clemens Diekmann                         | Roman Knižka             | 2021: Advocaat, achtbaanpassagier                                                                               | 1 & 5          |
| Clemens Diekmann                         | Ludwig Simon             | 2001: Activist op de G8-top in Genua                                                                            | 2–6            |
| Katrin                                   | Anna Brüggemann          | 2021: Inwoner van een autonome gemeenschap in Berlijn, partner van Till                                         | 5              |
| Katrin                                   | Lena Klenke              | 2001: Activist op de G8-top in Genua                                                                            | 2–6            |
| Florian †                                | Kirk Kirchberger         | 2021: Terrorist in Marokko, doodgeschoten tijdens toegang                                                       | 6              |
| Florian †                                | Oskar Bücklein           | 2001: Activist op de G8-top in Genua                                                                            | 2–6            |
| Robert Flemming                          | Marc Hosemann            | 2021: Inwoner van een autonome gemeenschap in Berlijn                                                           | 5              |
| Robert Flemming                          | Emil Belton              | 2001: Activist op de G8-top in Genua                                                                            | 2–6            |
| Chrissy Küster                           | Milton Welsh             | 2021: Exploitant van een headshop in Göttingen                                                                  | 3              |
| Chrissy Küster                           | Ludger Bökelmann         | 2001: Activist op de G8-top in Genua                                                                            | 2–6            |
| Ulrike †                                 | Lea van Acken            | 2001: Activist op de G8-top in Genua, omgekomen bij een auto-ongeluk in 2016                                    | 2–6            |
| Duitse ministerie van Binnenlandse Zaken |                          | |                |
| Frauke Michelsen                         | Marie Leuenberger        | Plaatsvervangend hoofd van de afdeling crisisbeheersing, hoofd van het Duitse crisisbeheersingsteam             | 1–6            |
| Roman Kantor                             | Francis Fulton-Smith     | Lid van het Duitse crisismanagementteam, hoofd van de afdeling veiligheid en orde                               | 1–6            |
| Reinhard Severin                         | Herbert Knaup            | Duitse minister van Binnenlandse Zaken                                                                          | 1–6            |
| Veit Rhees                               | Stephan Kampwirth        | Leidinggevend personeel van de Duitse minister van Binnenlandse Zaken, lid van het Duitse crisisbeheersingsteam | 1–6            |
| Carmen Laschitz                          | Milena Dreißig           | Medewerker op de afdeling voor Duitse crisisbeheersing                                                          | 1–6            |
| Philipp Lindner                          | Yung Ngo                 | Medewerker op de afdeling voor Duitse crisisbeheersing                                                          | 1–4            |
| Europol                                  |                          | |                |
| Francois Bollard                         | Carlos Leal              | Hoofd Terrorismebestrijding                                                                                     | 2 & 6          |
| Pascaline Valois                         | Banafshe Hourmazdi       | Lid van de Contraterrorisme                                                                                     | 2              |
| Ricarda Ruiz                             | Susana Fernandes Genebra | Lid van de Contraterrorisme                                                                                     | 2              |
| Bundeskriminalamt                        |                          | |                |
| Jürgen Hardtland                         | Heiner Lauterbach        | Hoofdinspecteur van het Centrum voor terrorismebestrijding                                                      | 2–6            |
| Viola Stachwitz                          | Pia-Micaela Barucki      | Strafcommissaris bij het Centrum voor Terrorismebestrijding                                                     | 2–6            |
| Patrick Brasch                           | Thilo Prothmann          | Strafcommissaris bij het Centrum voor Terrorismebestrijding                                                     | 2–3            |
| Ishan Kaan                               | Hassan Akkouch           | Onderdeel van de onderzoeksgroep onder leiding van Jürgen Hartlandt                                             | 2–6            |
| Familie Ruge                             |                          | |                |
| Dieter Kehlmann                          | Hansjürgen Hürrig        | Vader van Franziska Ruge, moordenaar van Herbert Vogt                                                           | 3              |
| Kai Ruge                                 | Oliver Bröcker           | Schoonzoon van Dieter Kehlmann, echtgenoot van Franziska Ruge                                                   | 3–6            |
| Franziska Ruge                           | Jule Böwe                | Dochter van Dieter Kehlmann, echtgenote van Kai Ruge                                                            | 3–6            |
| Jessica Ruge                             | Eline Doenst             | Dochter van Kai en Franziska Ruge                                                                               | 3–6            |
| Rafael Ruge                              | Leopold von Schleyer     | Zoon van Kai en Franziska Ruge                                                                                  | 3–6            |
| Ander                                    |                          | |                |
| Carlo Bandoni                            | Claudio Caiolo           | Vriend van Pierre, woont in Bolzano, Zuid-Tirol                                                                 | 1–6            |
| Sascha Kosack                            | Rüdiger Klink            | Lid van het crisisteam, verantwoordelijk voor de contacten met de Duitse deelstaten                             | 1–6            |
| Jelka Göran                              | Adriana Altaras          | Lid van het crisisteam, medewerker van het Duitse Ministerie van Milieu                                         | 1–6            |
| Eva Müller                               | Anna König               | Lid van het crisisteam, medewerker van het Duitse ministerie van Volksgezondheid                                | 2–6            |
| Herbert Vogt †                           | Thomas Lawinky           | Passagier op de ICE 691, ontvoerder van Lisa en Marie Michelsen, slachtoffer van moord                          | 1–3            |
| Lisa Michelsen                           | Lotta Herzog             | Passagier op de ICE 691, dochter van Frauke Michelsen en Axel Kjaer                                             | 1–6            |
| Marie Michelsen                          | Naila Schuberth          | Passagier op de ICE 691, dochter van Frauke Michelsen en Axel Kjaer                                             | 1–6            |
| Lauren Shannon †                         | Hannah Hoekstra          | Journalist bij CBN News, met een Aufenthalt in Merseburg erstochen.                                             | 2–4            |
| Kessler                                  | Richard Sammel           | Bondskanselier van Duitsland                                                                                    | 2–5            |
| Axel Kjaer                               | Barry Atsma              | Ex-echtgenoot van Frauke Michelsen, vader van Lisa en Marie                                                     | 3–6            |
| Markus Jung                              | Sönke Möhring            | Ploegleider bij de (fictieve) kerncentrale Werthe, echtgenoot van Isabel Jung                                   | 4–6            |
| Isabel Jung                              | Marie Burchard           | Echtgenote van Markus Jung                                                                                      | 4–5            |
| Jorge Pucao                              | Vladimir Korneev         | Terrorist | 2–6            |
| Balduin von Ansen                        | Gabriel von Berlepsch    | Ondernemer, miljonair en terrorist                                                                              | 5–6            |
| Bäuerin Theresa Zoch                     | Katrin Filzen            | Beheert een melkveebedrijf in Zuid-Tirol                                                                        | 2–3 & 5–6      |
| Bauer Anton                              | Peter Mitterrutzner      | Beheert een melkveebedrijf in Zuid-Tirol                                                                        | 2–3 & 5–6      |
| Renate Voss                              | Renate Serwotke          | Moeder van Helena Voss                                                                                          | 3              |
| Max Dieckmann                            | Samuel Benito            | Clemens Diekmann's stiefzoon, achtbaanpassagier                                                                 | 1 & 5          |

## Productie

### Project Ontwikkeling
De Oostenrijkse auteur Marc Elsberg publiceerde in het voorjaar van 2012 de thrillerroman Black-Out – Morgen is het te laat en belandde vervolgens in de bestsellerlijst van Der Spiegel. Inmiddels zijn er meer dan 1,8 miljoen exemplaren verkocht in Duitstalige landen en tot op heden in meer dan 20 talen verschenen (vanaf 2020, inclusief de Nederlandse versie). In 2012 riep het tijdschrift Bild der Wissenschaft het nieuwe kennisboek van het jaar uit in de categorie "Entertainment".
Begin december 2012 werd bekend dat het Münchense productiebedrijf Dreamtool Entertainment de filmrechten had verworven. Afgezien van de informatie dat er een tv-film gemaakt gaat worden, werden er geen verdere details meegedeeld. Enkele jaren later verklaarde het kunstenaarsbureau la gente in de filmografie van de Duitse scenarist Thorsten Wettcke voor 2016/2017 dat hij scenario's aan het ontwikkelen was voor een zesdelige internationale televisieserie gebaseerd op het boek van Elsberg. Er werd gesteld dat het Münchense bedrijf Wiedemann & Berg namens het Duitse mediaconcern ProSiebenSat.1 Media verantwoordelijk zou zijn voor de productie.
In april 2018, als onderdeel van Blickpunkt:Film-interviews met het hoofd van de Duitse fictieve in-house producties bij de ProSiebenSat.1-mediagroep, Yvonne Weber, werd de informatie bevestigd dat er een verfilming van Blackout gepland was met Wiedemann & Berg voor de Duitse televisiezender Sat.1 kan zijn. Verdere details werden in december 2019 bekend. Wiedemann & Berg Television filmt in samenwerking met de Duitse video-on-demand provider Joyn Elsberg in opdracht van Sat.1 de roman als een high-end miniserie met elk zes afleveringen van 45 minuten. De scenario's zijn van de Duitse auteurs Lancelot von Naso en Kai Uwe Hasenheit.

### Project financiering
Het project en de Duitse televisieserie zijn tot stand gekomen met geld van onder andere ProSiebenSat.1 Media en Joyn. Daarnaast ontving ze verschillende Duitse productiesubsidies. Terwijl het Medienboard Berlin-Brandenburg in juni 2020 een financiering van een miljoen euro beloofde, ontving het project een maand later een toezegging van 400.000 euro van FilmFernsehFonds Bayern. Daarnaast verstrekte het Duitse Filmfonds een productiefinanciering van ongeveer 2,11 miljoen euro. De Duitse regeringscommissaris voor cultuur en media en de Malta Film Commission ondersteunden ook de productie.

### Pre-productie en filmen
Suse Marquardt was verantwoordelijk voor de casting. Marquardt werkte eerder onder meer als casting director voor Mordkommission Berlin 1 en Dogs of Berlin. In juni 2020 werd de eerste cast aangekondigd met de Duitse acteur Moritz Bleibtreu. Bleibtreu speelt de hoofdpersoon van voormalig hacker Pierre Manzano.
Christian Schäfer had de leiding over het ontwikkelen van het productieontwerp. Mandy Steiger was verantwoordelijk voor het make-upontwerp en Stephanie Rieß voor het kostuumontwerp.
De opnames voor de zes afleveringen, geregisseerd door Lancelot von Naso en Oliver Rihs, vonden plaats van september tot november 2020. De opnames vonden plaats in de Duitse deelstaten Berlijn, Brandenburg, Beieren, Mecklenburg-Voor-Pommeren, Saksen en Noordrijn-Westfalen, in de Italiaanse steden Genua en Bolzano in Zuid-Tirol, en in de Oostenrijkse stad Innsbruck. Jann Döppert en Kolja Brandt waren verantwoordelijk voor de camera.

## Publicatie

### Duitstalig gebied
De eerste trailer met fragmenten uit de serie is op 26 augustus 2021 gepubliceerd op het YouTube-kanaal van het Duitse streamingplatform Joyn.
Zeven weken later, op 14 oktober 2021, werden de eerste twee afleveringen gepubliceerd op het Joyn-streamingplatform in Duitsland. Hoewel de eerste aflevering gratis toegankelijk is, worden de overige vijf afleveringen beschikbaar gesteld via de betaalde video-on-demand-service Joyn Plus+ in Duitsland.
De première op lineaire televisie vond plaats in september 2022 op de gratis tv-zender ORF 1 in Oostenrijk. De serie werd elke maandag uitgezonden in dubbele afleveringen van 19 september tot 3 oktober 2022 vanaf 20:15 uur. Na de tv-uitzending waren de respectievelijke afleveringen zeven dagen lang vanuit Oostenrijk beschikbaar in de ORF-TVthek.
In januari en februari 2023 werd de serie in dubbele afleveringen uitgezonden op de Duitse gratis tv-zender Sat.1 op donderdag vanaf 20.15 uur. Na de afleveringen werden Blackout - Der Talk, daarna Blackout - Die Doku en ten slotte Blackout - Das Experiment uitgezonden.

### Internationale
Red Arrow Studios International is verantwoordelijk voor de wereldwijde distributie onder de titel Blackout – Tomorrow Is Too Late.

### Nederland en België
Op 8 maart 2022, toen HBO Max werd gelanceerd door WarnerMedia Benelux, werd de Duitse miniserie uitgebracht onder de titel Blackout met alle afleveringen onder Max Original. Op 11 juni 2024 werd Blackout uitgebracht op dezelfde dienst als in België, in Wallonië door Warner Bros. Discovery Benelux, gevolgd door Vlaanderen via Streamz op 1 juli 2024.

## Lijst met afleveringen
| Nee. | Originele titel        | Eerste uitgave (Joyn) | Eerste uitgave (HBO Max) | Eerste uitgave (HBO Max) | Regie             | Scenario                            | Tv uitzending     | Tv uitzending   |
| ---- | ---------------------- | --------------------- | ------------------------ | ------------------------ | ----------------- | ----------------------------------- | ----------------- | --------------- |
| 1    | Dunkelheit             | 14 oktober 2021       | 8 maart 2022             | 11 juni 2024             | Lancelot von Naso | Lancelot von Naso Kai-Uwe Hasenheit | 19 september 2022 | 26 januari 2023 |
| 2    | In Der Höhle des Löwen | 14 oktober 2021       | 8 maart 2022             | 11 juni 2024             | Oliver Rihs       | Lancelot von Naso                   | 19 september 2022 | 26 januari 2023 |
| 3    | Chaos                  | 21 oktober 2021       | 8 maart 2022             | 11 juni 2024             | Lancelot von Naso | Lancelot von Naso Kai-Uwe Hasenheit | 26 september 2022 | 2 februari 2023 |
| 4    | In Herz Der Finsternis | 28 oktober 2021       | 8 maart 2022             | 11 juni 2024             | Lancelot von Naso | Lancelot von Naso Kai-Uwe Hasenheit | 26 september 2022 | 2 februari 2023 |
| 5    | Abgrund                | 4 november 2021       | 8 maart 2022             | 11 juni 2024             | Oliver Rihs       | Lancelot von Naso Kai-Uwe Hasenheit | 3 Oktober 2022    | 9 februari 2023 |
| 6    | Licht                  | 11 november 2021      | 8 maart 2022             | 11 juni 2024             | Oliver Rihs       | Lancelot von Naso Kai-Uwe Hasenheit | 3 Oktober 2022    | 9 februari 2023 |

## Ontvangst

### Kritiek
De Duitse serie wordt positief tot solide ontvangen in de Duitse media.
Alex Rühle van de Süddeutsche Zeitung omschrijft de serie als een verfijnde thriller met een uitstekende cast. Rühle legt vooral de nadruk op de twee hoofdpersonen, Moritz Bleibtreu en Marie Leuenberger. De mediajournalist Tilmann P. Gangloff bracht ook een eerbetoon aan de cast van de serie op tittelbach.tv. Veel rollen zijn bekend, wat ook het belang van de bijpersonages benadrukt. Roman Knižka, Herbert Knaup, Stephan Kampwirth, Barry Atsma en Jessica Schwarz en de kinderactrices Lotta Herzog en Naila Schuberth leveren volgens Gangloff professioneel werk. Ook roemt hij de selectie van jonge acteurs zoals Caroline Hartig voor de zeer de moeite waard zijnde flashbacks naar 2001. Gangloff benadrukt ook de verrassende verbanden tussen de verschillende verhaallijnen, die de zes afleveringen zo aantrekkelijk maken. Over het algemeen geeft hij de serie een beoordeling van 5 van de 6 sterren, waarbij hij de kwaliteit vergelijkt met de meermaals bekroonde Netflix-, TNT- en Sky-series 4 Blocks, Dark en Der Pass, ook geproduceerd door W&B Television.
Arabella Wintermayr van de taz prijst de claim om het scenario tot in detail door te nemen, evenals het slim gesponnen web van verbanden tussen de acties. Dit maakt het een serie die even intelligent als boeiend is. Evenzo is de auteur Jan Freitag van het Duitse online mediamagazine DWDL van mening dat de noodfictie in het tijdperk van klimaatcrisis, terreur, laterale denkers even boeiend als vermakelijk en soms zelfs heel relevant is.
Serienjunkies auteur Hannah Huge beoordeelde de eerste aflevering met 3 van de 5 sterren. De serie is ronduit degelijk geproduceerd, wordt in een hoog tempo verteld en heeft met Moritz Bleibtreu een uitstekend ingespeelde hoofdrolspeler, die vakkundig door Europese evenementen loodst. Volgens Huge zal iedereen die van de rampzalige miniserie uit vroegere tijden hield, genieten van de snelle implementatie van de gelijknamige bestseller. De seriecriticus Marcus Kirzynowski gaf de serie ook 3 van de 5 sterren in het online mediamagazine TV Wunschliste. De complexiteit van het plot doet duidelijk meer denken aan relevante rampenfilms uit de jaren zeventig dan aan kwaliteitsseries uit de 21e eeuw. Uiterlijk vanaf de derde aflevering worden de steeds veranderende wendingen steeds ongelooflijker en op een gegeven moment absurd, zegt Kirzynowski. De serie is uiteindelijk met degelijk vakmanschap in scène gezet en kan ook vermaken, maar heeft uiteindelijk te veel mankementen om te overtuigen.

### Prijzen en nominaties
De serie werd in verschillende categorieën genomineerd voor de Deutsche Akademie für Fernsehen-prijs en is met vier nominaties de op een na meest genomineerde productie voor de prijs van 2022. Met drie prijzen is het de meest bekroonde productie voor de prijs van 2022.
- Prijs in de categorie beeldontwerp voor Kolja Brandt en Jann Doeppert
- Prijs in de categorie stunt voor Marc Sieger
- Onderscheiding in de categorie VFX/Animatie voor Jasmin Hasel, Falk Büttner, Markus Strehl en Andreas Tröger
- Nominatie in de categorie productieontwerp voor Christian Schäfer